# Tapinotorquis yamaskensis
Tapinotorquis yamaskensis là một loài nhện trong họ Linyphiidae.
Loài này thuộc chi Tapinotorquis. Tapinotorquis yamaskensis được miêu tả năm 2007 bởi Dupérré & Paquin.